# Бобкова, Таисия Ефимовна
Таи́сия Ефи́мовна Бобко́ва (1910—1943) — советский хозяйственный и политический деятель.

## Биография
Родилась в 1910 году в селе Ермаково в крестьянской семье. Член КПСС с 1932 года.
С 1926 года — на хозяйственной, общественной и политической работе. В 1926—1943 гг. — рассыльная, помощница аппаратчицы, аппаратчица, начальник смены в цехе № 96 завода имени М. И. Калинина, мастер цеха аммиачной селитры, бригадир женской смены на Чернореченском химическом заводе, инициатор стахановского движения.
Избиралась депутатом Верховного Совета СССР 1-го созыва. Член Дзержинского горкома ВКП (б) и депутат Дзержинского городского Совета депутатов трудящихся.
Умерла в Дзержинске в 1943 году.